# Fuente del Osezno
La Fuente del Osezno (en polaco: Fontanna Niedźwiadek, en alemán: Bärenbrunnen) es una fuente ubicada junto al muro sur del antiguo ayuntamiento de Breslavia, en Polonia. Es la reconstrucción de una fuente perdida en la batalla de Breslavia, en la Segunda Guerra Mundial.
La fuente original fue creada por Ernst Moritz Geyger en 1902. El 17 de agosto de 1904, el Ayuntamiento la instaló en un pequeño estanque de piedra, desde donde el agua fluía a través de la boca de un oso. Durante la Segunda Guerra Mundial, la estatua se perdió. La reconstrucción fue impulsada por Maciej Łagiewski y la Fraternidad de Tiro de Breslavia. La escultura, de 270 kilogramos de peso y 1,5 metros de altura, fue diseñada por Ryszard Zamorski, buscando asemejarla a la original.
La fuente, situada junto al Ayuntamiento, fue inaugurada el 18 de junio de 1998. La fundición de bronce se llevó a cabo en la Planta de Aparatos Técnicos de Gliwice, con el apoyo financiero de Centrozłom y la cervecera Browar Piastowski.